# تشيساتو هوشي
تشيساتو هوشي (باليابانية: 星千智؛ بالكانا: ほしちさと) هي لاعبة كرة الريشة يابانية، ولدت في 26 سبتمبر 1995 في هاكوسان في اليابان.

## وصلات خارجية
- تشيساتو هوشي على موقع BWF.tournamentsoftware.com (الإنجليزية)
- تشيساتو هوشي على موقع BWFbadminton.com (الإنجليزية)